# Чемпионат мира по бегу по пересечённой местности 1995
Чемпионат мира по бегу по пересечённой местности 1995 года прошёл 25 марта в городе Дарем, Великобритания.
Всего было проведено 4 забега — мужчины (дистанция 12 км), женщины (8 км), а также забеги юниоров (8 км) и юниорок (6 км). Также разыгрывались победители в командном первенстве — складываются четыре лучших результата от страны и по сумме наименьшего времени определялись чемпионы. В командном зачёте среди мужчин и женщин победила Кения.

## Результаты

### Мужчины
| Место | Имя                 | Гражданство | Время 0(м:с) |
| ----- | ------------------- | ----------- | ------------ |
| 1     | Пол Тергат          | Кения       | 34:05        |
| 2     | Исмаэль Кируи       | Кения       | 34:13        |
| 3     | Салах Иссу          | Марокко     | 34:14        |
| 4     | Хайле Гебреселассие | Эфиопия     | 34:26        |
| 5     | Брахим Лахлафи      | Марокко     | 34:34        |
| 6     | Пауло Гуэрра        | Португалия  | 34:38        |
| 7     | Джеймс Сонгок       | Кения       | 34:41        |
| 8     | Симон Чемойво       | Кения       | 34:46        |